# Neuquenornis
Neuquenornis es un género extinto de aves enantiornites que vivió durante el Cretácico Superior en lo que ahora es la Patagonia, en Argentina. Al presente la única especie conocida es la especie tipo, N. volans. Sus fósiles fueron hallados en la formación Bajo de la Carpa, que data de hace entre 85-83 millones de años (Santoniense). Era un ave de tamaño considerable para su época, con un tarsometatarso de 46,8 milímetros de largo. Estimados informales sugieren que medía cerca de 30 centímetros de largo excluyendo la cola Archivado el 6 de noviembre de 2011 en Wayback Machine..
N. volans fue descrito por Chiappe y Calvo en 1994. Sin embargo, ya había sido mencionado en artículos previos hechos por Chiappe, pero nombrado solo por su número de catálogo, el fósil holotipo MUCPv-142. Este reposa en la colección del Museo de Ciencias Naturales de la Universidad Nacional del Comahue, en Argentina. El nombre del género traduce "ave de la provincia de Neuquén" uniendo el nombre de dicha región al término griego ornis (όρνις) "ave"; el nombre de la especie, volans, viene del latín para "volador" en referencia al bien desarrollado esqueleto del ala de la especie.
Chiappe y Calvo (1994) situaron a N. volans en la familia Avisauridae, cercano a Avisaurus dentro de las aves Enantiornithiformes. Un análisis más reciente sin publicar que incluye a muchas enantiornites recientemente descritas lo halló como cercano a Concornis y Cathayornis (o Sinornis).